# Monarda oryx
Monarda là một chi bướm đêm thuộc họ Sphingidae, chỉ chứa một loài, Monarda oryx, từ México.
Con trưởng thành bay vào tháng 7.
Ấu trùng được ghi nhận ăn loài Ipomoea stans.